# Macronyx ameliae
El bisbita gorgirrosa  (Macronyx ameliae) es una especie de ave paseriforme de la familia Motacillidae propia del centro y este de África. 
El marqués Léonce de Tarragon describió la especie en 1845, su nombre científico hace honor o bien a su esposa o a su madre, ya que ambas se llamaban Amélie. Richard Bowdler Sharpe designó a la especie M. wintoni en 1891 en honor a William Edward de Winton.
Existen tres subespecies: M. ameliae ameliae de Mozambique, Suazilandia y el este de Sudáfrica, M. ameliae wintoni del suroeste de Kenia y norte de Tanzania, y M. ameliae altanus de Botsuana, Angola, Malawi, suroeste de Tanzania, Zimbabue y Zambia.

## Descripción
Los ejemplares adultos miden unos 19 cm de largo y su dorso es de un tono gris amarronado con pintas. El macho posee garganta rosada y el pecho cruzado por una ancha banda negra, que solo es visible durante la temporada de reproducción. Las hembras poseen  sus partes inferiores rosadas pero carecen de la banda negra. Los ejemplares inmaduros tienen las partes inferiores color marrón claro con pintas negras con algo de rosa-rojizo en los laterales.
Su llamada es un chiteet.

## Distribución y hábitat
Se lo encuentra en Angola, Botsuana, República Democrática del Congo, Kenia, Malaui, Mozambique, Namibia, Sudáfrica, Tanzania, Zambia, y Zimbabue. Su hábitat natural son las praderas de pastos cortos y llanuras inundables tropicales.
Se lo encuentra en el delta del Okavango, los humedales Linyanti y planicies inundables Chobe en Botsuana y Namibia, el highveld en Zimbabue y las zonas costeras de Kwazulu-Natal.